# Réservoir d'eau
Pour les articles homonymes, voir Réservoir.
Pour un article plus général, voir Stockage des eaux.
 (juillet 2018).
Si vous disposez d'ouvrages ou d'articles de référence ou si vous connaissez des sites web de qualité traitant du thème abordé ici, merci de compléter l'article en donnant les références utiles à sa vérifiabilité et en les liant à la section « Notes et références ».
Un réservoir d'eau est une enceinte de confinement de l'eau permettant son stockage pour une utilisation ultérieure. Tout cours d'eau dont le flux est interrompu peut être considéré comme un réservoir d'eau.

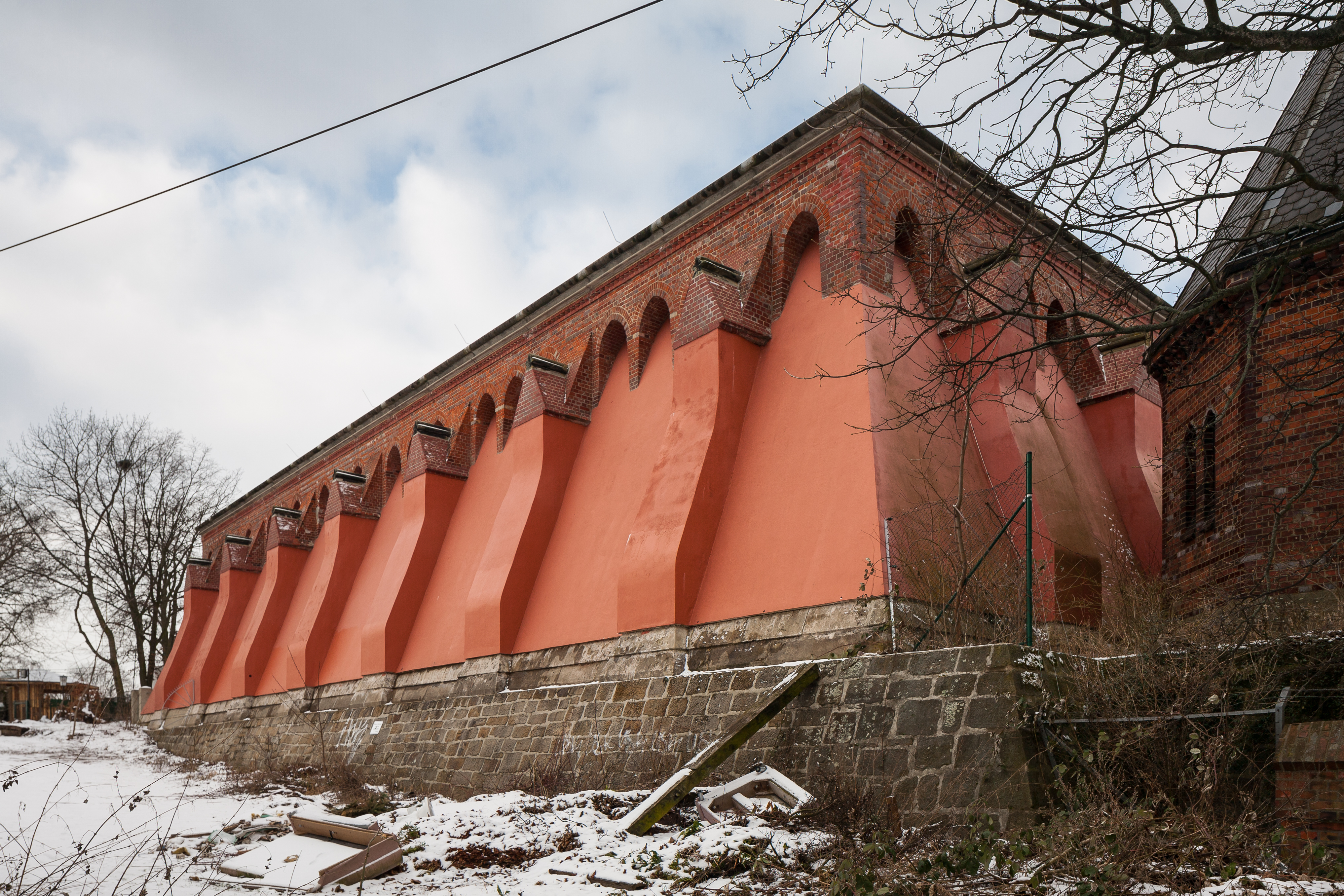
Réservoir d'eau de 1876 à Hanovre, Allemagne.

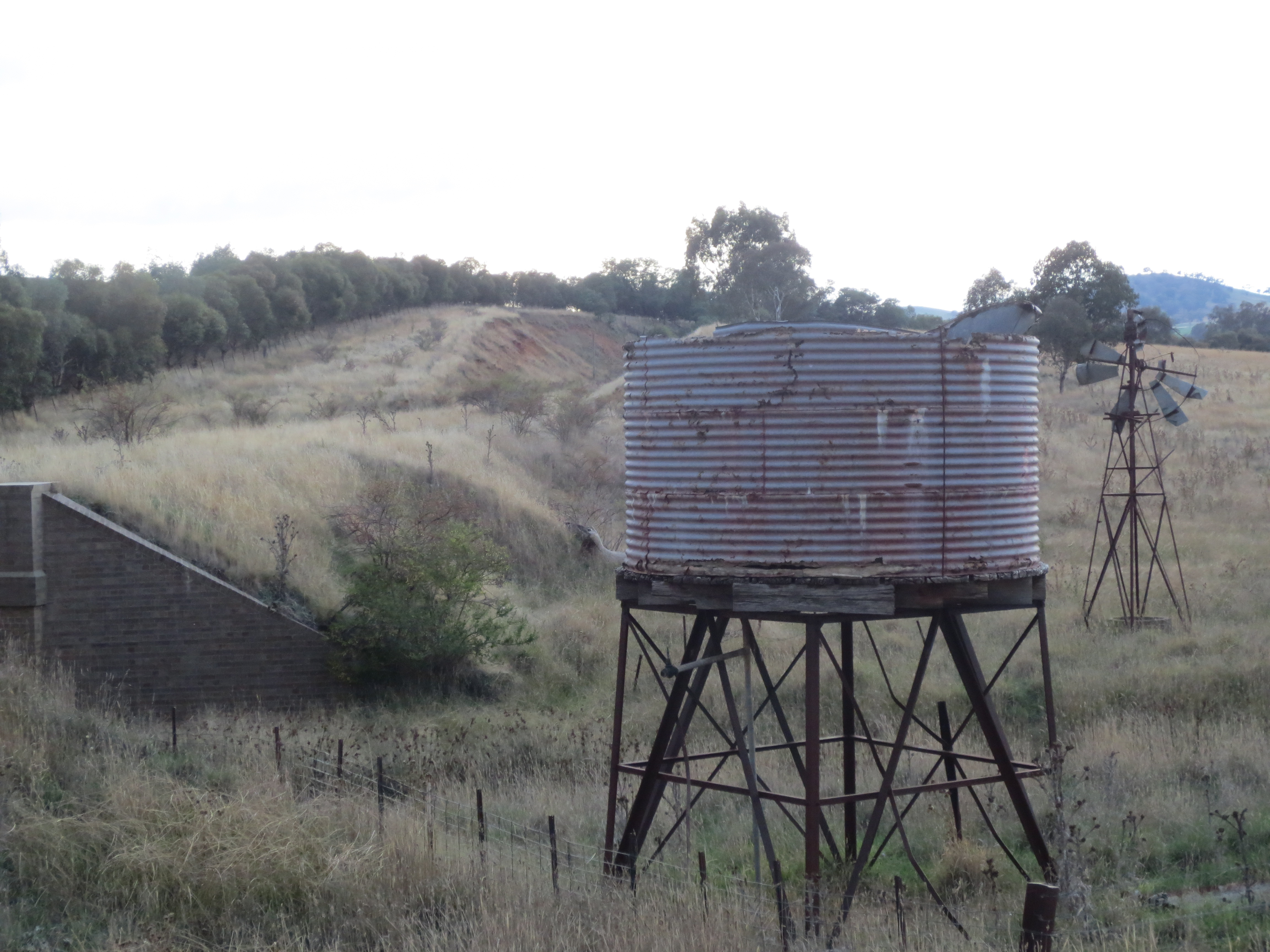
Réservoir d'eau abandonné près de Boorowa Railway, Galong, Australie.

## Description
Un réservoir d'eau peut être artificiel et prendre la forme de :
- une enceinte en matériaux divers de taille réduite (citerne ou château d'eau) ;
- un lac de barrage.

Il peut être naturel et consister en :
- une eau de surface (tel qu'un lac naturel) ;
- une eau souterraine (nappe d'eau souterraine, nappe phréatique, aquifère, etc.); une roche réservoir est une formation rocheuse dont la porosité permet l'accumulation de fluides.

Les réservoirs d'eau permettent le stockage des eaux pour de nombreuses applications: agricoles, industrielles domestiques (eau potable, agriculture irriguée, extinction des incendies, l'élevage, la fabrication de produits chimiques, la préparation des aliments, etc.)
Cet articles s'intéresse principalement à l'enceinte en matériaux divers de taille réduite que l'on appelle communément citerne, etc.
Les particularités d'un réservoir d'eau (citerne) passent par le type de conception général de la cuve, et le choix des matériaux de construction, les revêtements. Divers matériaux sont utilisés pour fabriquer un réservoir d'eau: plastique (polyéthylène, polypropylène), fibre de verre, béton, pierre, acier (soudé ou boulonné, carbone ou inox). Les pots en terre fonctionnent également comme des réservoirs d'eau. Les réservoirs d'eau sont un moyen efficace d'aider les pays en développement à stocker de l'eau potable.

## Histoire

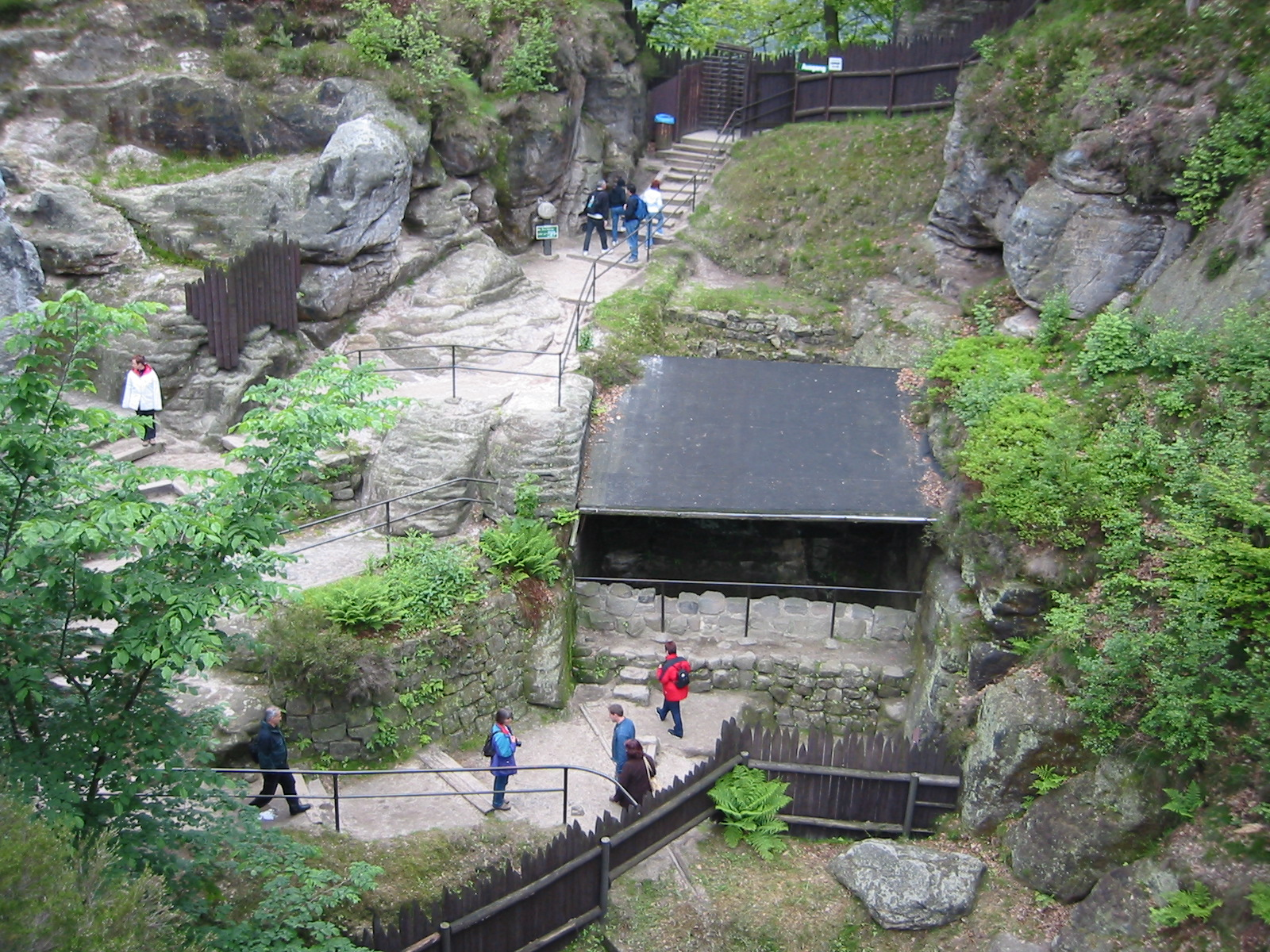
Réservoir d'eau en pierre dans une cour du château, Saxe, Allemagne.

Tout au long de l'histoire, des réservoirs en bois, en céramique et en pierre ont été utilisés comme réservoirs d'eau. Ces conteneurs étaient tous d'origine naturelle et certains fabriqués par l'homme, et quelques-uns de ces réservoirs sont encore en service. La Civilisation de la vallée de l'Indus (3000-1500 BC) a fait usage de greniers et de réservoirs d'eau. Le Grand bain de Mohenjo-daro mesurant environ 12 mètres et 7 mètres de large, avec une profondeur maximale de 2,4 mètres est sans aucun doute le plus ancien réservoir d'eau public du monde antique. Les châteaux médiévaux avaient besoin de réservoirs d'eau pour que les défenseurs puissent résister à un siège. Un réservoir d'eau en bois trouvé à la Réserve d'État d'Año Nuevo (en) (Californie) a été restauré et rétabli dans sa fonction après avoir été trouvé complètement envahi par le lierre. Il a été construit en 1884.

## Types

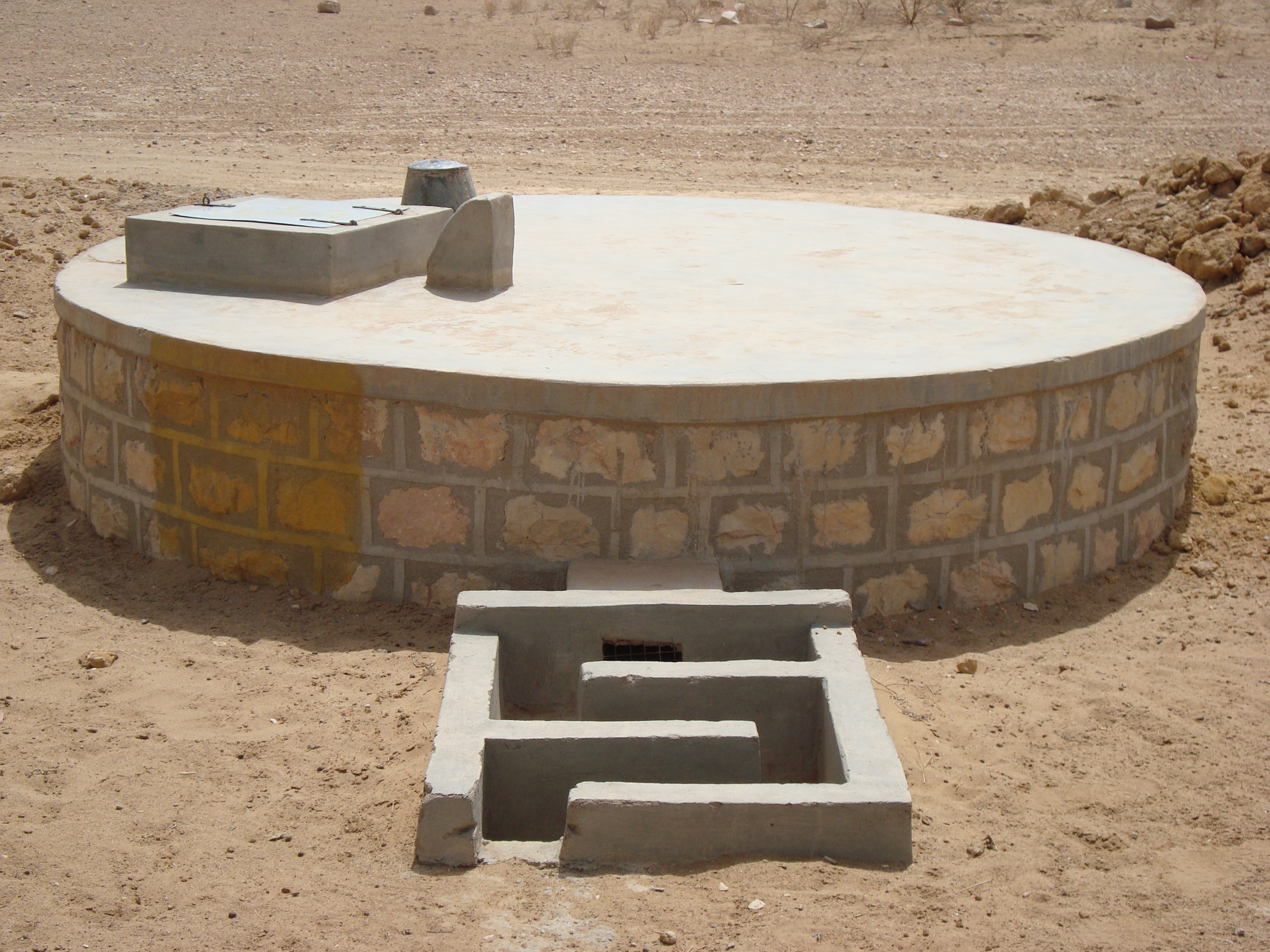
Le taanka est utilisé au Rajasthan comme une forme traditionnelle de récupération de l'eau de pluie.

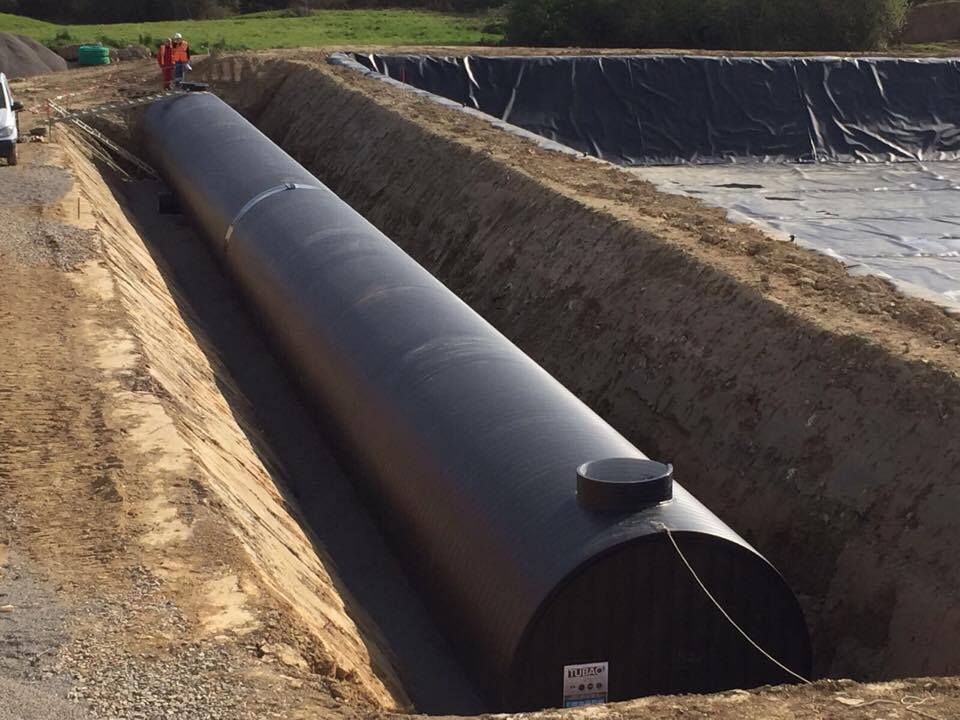
Installation d'un réservoir d'eau potable

Il existe différents types de réservoir d'eau :
réservoir de contact chimique (en anglais Chemical contact tank)en polyéthylène de construction de la FDA et de la NSF, permet le temps de rétention pour que les produits de traitement chimique «entrent en contact» avec l'eau du produit (traitent chimiquement).
réservoir d'eau souterraineen acier au carbone doublé, peut recevoir de l'eau d'un puits ou d'une eau de surface, ce qui permet de stocker un volume important d'eau et de l'utiliser pendant les cycles de pic de demande..
réservoir d'eau surélevéégalement connu sous le nom de château d'eau, créera une pression à la sortie du sol de 1 kPa par 10,2 cm ou 1 psi par 2,31 pieds d'élévation. Ainsi, un réservoir surélevé à 20 mètres crée environ 200 kPa et un réservoir surélevé à 70 pieds crée une pression de refoulement d'environ 30 psi, suffisante pour la plupart des besoins domestiques et industriels..
réservoirs cylindriques verticauxà dôme supérieur peuvent contenir de 200 litres à plusieurs millions de gallons. Les réservoirs cylindriques horizontaux sont typiquement utilisés pour le transport parce que leur profil crée un centre de gravité bas aidant à maintenir l'équilibre pour le véhicule de transport, la remorque ou le camion.
réservoir hydro-pneumatiquegénéralement un réservoir de stockage sous pression horizontale. La mise sous pression de ce réservoir d'eau crée une surpression d'eau stockée dans le système de distribution.

## Design
De par sa conception, un réservoir d'eau ou un conteneur ne doit pas nuire à l'eau. L'eau est sensible à un certain nombre d'influences négatives ambiantes, notamment les bactéries, les virus, les algues, les changements de pH et l'accumulation de minéraux et les gaz accumulés. La contamination peut provenir d'une variété d'origines, y compris la tuyauterie, les matériaux de construction du réservoir, les excréments d'animaux et d'oiseaux, l'intrusion de minéraux et de gaz. Un réservoir d'eau correctement conçu travaille pour adresser et atténuer ces effets négatifs. Il est impératif que les réservoirs d'eau soient nettoyés chaque année pour empêcher la prolifération d'algues, de bactéries et de virus aux personnes ou aux animaux.
Un article de presse basé sur la sécurité a établi un lien entre un empoisonnement au cuivre et un réservoir en plastique. L'article indiquait que l'eau de pluie était recueillie et stockée dans un réservoir en plastique et que le réservoir ne faisait rien pour atténuer le faible pH. L'eau a ensuite été apportée dans les maisons avec des tuyaux en cuivre, le cuivre a été libéré par l'eau de pluie acide élevée et a causé un empoisonnement chez les humains. Il est important de noter que puisque le réservoir en plastique est un conteneur inerte, il n'a aucun effet sur l'eau entrante. Une bonne pratique consisterait à analyser périodiquement toute source d'eau et à traiter en conséquence. Dans ce cas, les pluies acides recueillies devraient être analysées et le pH ajusté avant d'être introduit dans un système d'approvisionnement en eau domestique.
La libération de cuivre due à l'eau acide est surveillée peut être accomplie avec une variété de technologie, en commençant par des bandes de pH jusqu'à des moniteurs de pH plus sophistiqués, indiquant le pH qui, lorsqu'il est acide ou caustique, certains avec des capacités de communication. Il n'y a pas de «lien» entre le réservoir en plastique et l'empoisonnement au cuivre, une solution au problème est facile, surveiller «l'eau de pluie stockée» avec des «bandes test de piscine» bon marché et disponible dans les points d'approvisionnement des piscines. Si l'eau est trop acide, il est recommandé de contacter les autorités sanitaires de l'état/locales pour obtenir des conseils et des solutions précises et des limites de pH et des directives sur ce qui doit être utilisé pour traiter l'eau de pluie comme eau potable domestique.

## Utilisations
Un réservoir d'eau est utilisé dans différents domaines :
- Dans l’automobile le réservoir d'eau est utilisé pour maintenir remplit le circuit de refroidissement;
- Le réservoir de chasse d'eau permet de nettoyer les toilettes;
- Dans un circuit de distribution d'eau le réservoir d'eau est utilisé pour garantir, en permanence, la disponibilité d'eau dans tout le circuit de distribution, mais aussi d'assurer la mise sous pression de ce circuit : 
  - Un château d'eau est un réservoir d'eau potable ;
  - Un chauffe-eau solaire dispose souvent d'un réservoir d'eau chaude situé au-dessus du capteur thermique.
- Une centrale nucléaire dispose d'une réservoir d'eau indispensable pour arrêter rapidement le réacteur en cas d'incident.